# Альбино Аллигатор
«Альбино Аллигатор» (англ. Albino Alligator) — американский криминальный триллер 1996 года, режиссёрский дебют Кевина Спейси.

## Сюжет
Трое преступников, Майло, Дова и Лоу, скрываются от погони в маленьком подвальном баре. Они берут в заложники людей, которые там были. Полиция окружает помещения, но не может проникнуть внутрь, опасаясь, что бандиты убьют заложников. Теперь им надо решить, как обмануть полицию и выбраться из ловушки.

## В ролях
- Мэтт Диллон — Дова
- Фэй Данауэй — Джанет Будро
- Гэри Синиз — Майло
- Уильям Фихтнер — Лоу
- Вигго Мортенсен — Гай Фокард
- Джон Спенсер — Джек
- Скит Ульрих — Дэнни Будро
- Фрэнки Фэйсон — агент Марв Роуз
- Мелинда Макгроу — Джэнни Фергюсон
- М. Эммет Уолш — Дино
- Джо Мантенья — агент Браунинг

## Критика
Фильм получил неоднозначные отзывы, на сайте Rotten Tomatoes имеет рейтинг 44%. Фэй Данауэй была номинирована на «Золотую малину» как худшая актриса второго плана.